# Keur Birane Khorédia
Keur Birane Khorédia est un village de l'ouest du Sénégal. Il fait partie de la communauté rurale de Niassène, dans l'arrondissement de Djilor, le département de Foundiougne et la région de Fatick.